# Parti socialiste (Saint-Marin)
Pour les articles homonymes, voir Parti socialiste.
Le Parti socialiste (en italien : Partito socialista ; abrégé en PS) est un parti politique social-démocrate saint-marinais fondé en 2012. Il est à ne pas confondre avec le Parti socialiste historique qui est devenu, en 2005, le Parti des socialistes et des démocrates.

## Historique
Le parti est fondé en 2012, par la fusion du Nouveau Parti socialiste et du Parti socialiste réformiste saint-marinais.
Lors des élections de 2012, le PS mène la coalition Prévoyance pour le pays, avec l'Union pour la République et les Modérés saint-marinais. La coalition arrive deuxième et obtient 22,28% et 12 sièges. Le PS, individuellement, se classe troisième avec 12,10% des voix et 7 sièges.
En 2016, le Parti socialiste fait le choix de joindre la coalition emmenée par le Parti démocrate-chrétien, Saint-Marin d'abord, avec le Parti des socialistes et des démocrates et la liste "Saint-Marinais". Cette coalition arrive en tête avec 41,68% des voix et 25 sièges. Le PS obtient, pour sa part, 7,70% des voix et 5 sièges. Cependant, aucune coalition n'obtient de majorité absolue, un second tour est nécessaire. Saint-Marin d'abord est défait avec 42,08% des voix. Le PS obtient 3 sièges,.
En vue des élections législatives de 2024, le Parti socialiste forme un accord électoral avec Saint-Marin Libre et le Parti des socialistes et des démocrates. La liste commune avec Saint-Marin libre remporte dix sièges et conclu un accord de gouvernement de coalition avec l'alliance de centre droit menée par le Parti démocrate-chrétien.

## Résultats électoraux
| Année | %     | Sièges |
| ----- | ----- | ------ |
| 2012  | 12,10 | 7 / 60 |
| 2016  | 7,70  | 3 / 60 |
| 2019  | 13,13 | 3 / 60 |
| 2024  | 15,75 | 3 / 60 |

1. ↑  Résultats en pourcentage de la liste commune de Nous pour la République.
2. ↑  Résultats de la liste commune avec Saint-Marin Libre.